# Révolte anti-espagnole de Messine
La révolte anti-espagnole de Messine est un événement historique qui s'est déroulé entre juillet 1674 et avril 1678 à Messine et dans une partie de sa province.

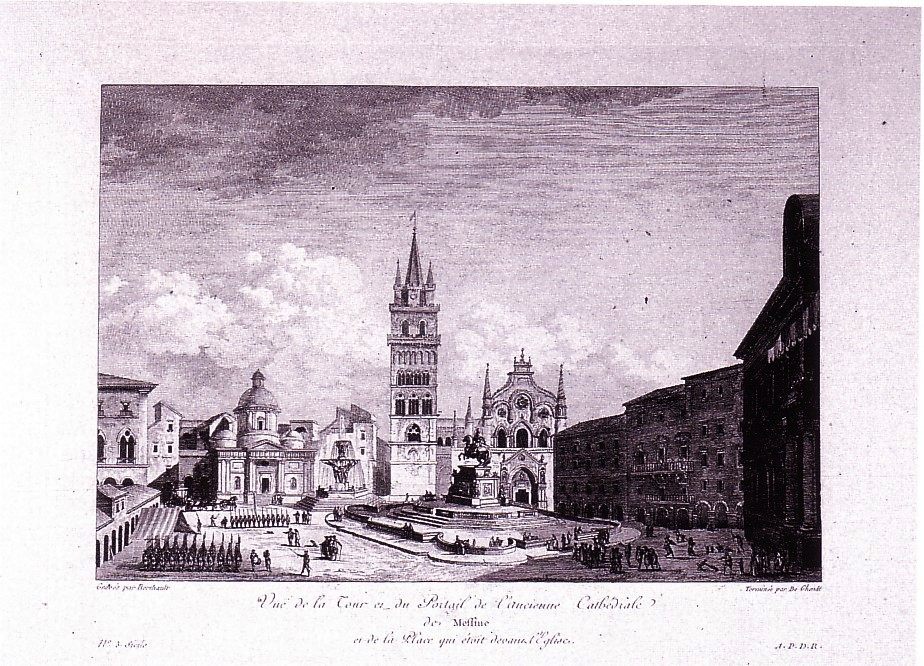
Messine à la fin du XVIII, avant le Séismes de février et de mars 1783 en Calabre.

## Causes du déclenchement
Au XVIIe siècle, Messine était une ville portuaire prospère, située dans une position stratégique d'un point de vue géopolitique et économique.
La couronne d'Espagne, titulaire du trône du royaume de Sicile, afin de neutraliser le nationalisme sicilien et de créer des discordes et des divisions entre les grandes villes de l'île, a soufflé le feu des querelles municipales et paroissiales qui existaient entre Palerme et Messine. C'était une période où de nombreux juristes et intellectuels prédisaient la nécessité d'avoir un Souverain en Sicile afin de relancer les fortunes politiques, économiques et sociales du Royaume. En substance, les monarques espagnols, défendant tantôt Messine contre Palerme, tantôt Palerme contre Messine, ne poursuivaient d'autres objectifs que d'affaiblir les deux grandes villes du royaume de Sicile.
Les privilèges politico-économiques dont jouissait la ville péloritaine étaient la cause de conflits avec d'autres villes siciliennes, en particulier Palerme ; les nobles de Palerme, vers 1610, ont réussi à convaincre la couronne d'Espagne de révoquer certains des privilèges susmentionnés. De son côté, Messine demande à devenir le siège du vice-roi de Sicile.
De plus, entre 1646 et 1656, quelques famines et pestes se produisirent à Messine, en Sicile et, en général dans l'Italie méridionale, qui dégradèrent les conditions de vie des populations, auxquelles s'ajouta le ressentiment dû à l'échec des révoltes anti-espagnoles de 1647-1648.
En 1671, le général Luis del Hoyo devient strategoto (it) de Messine. Il a poursuivi la politique habituelle de neutralisation du nationalisme sicilien, mais pas seulement : il a également tenté d'éteindre les revendications de Messine en créant la discorde dans le tissu social de la ville.
Il mena une campagne délétère visant à créer des factions et fomenter des divisions dans la ville : il imputait aux nobles et à leur orgueil la responsabilité de la décadence, de la violence dans la ville et de la faim subie par les pauvres ; aux riches, cependant, il a suggéré que le peuple réfléchissait à une révolte contre eux.  
Les mauvaises intentions de del Hoyo atteignirent leur but, et le peuple s'arma pour attaquer les maisons des nobles et des sénateurs en les mettant à feu et à sang.
Messine s'est retrouvée divisée en deux factions, en lutte acharnée l'une contre l'autre : d'une part les Malvizzi (nobles et bourgeois anti-espagnols) qui voulaient maintenir les privilèges que la ville avait acquis au fil du temps et maintenir la classe sénatoriale ; d'autre part les Merles (petits-bourgeois et classes pauvres pro-espagnoles) qui insistent pour l'instauration d'un gouvernement populaire dans la ville.

## La révolte
La situation devint rapidement intenable : en juillet 1674, le sénat de la ville, devenu au fil du temps fortement anti-espagnol en raison de l'échec de l'octroi des privilèges susmentionnés à Messine, se révolta contre le strategoto et céda à la révolte. Lorsque la nouvelle de la révolte arriva à Palerme, le vice-roi Claude-Lamoral Ier de Ligne, partit pour Messine avec un bon nombre de soldats, apporta du blé, chassa del Hoyo et mit un peu de paix entre les prétendants. Mais cette intervention ne suffit pas : les Messinois étaient désormais déterminés à se rendre définitivement indépendants de l'Espagne et à faire de Messine une sorte de République maritime semblable à Gênes et Venise.

## L'arrivée des Français
Il fut décidé de demander la protection du roi de France Louis XIV. Il accepte la proposition et envoie une flotte de sauvetage à Messine, sous le commandement du duc de Vivonne, Louis Victor de Rochechouart de Mortemart. Après une bataille navale aux îles Éoliennes (bataille de Stromboli), qui se termine par la défaite des Espagnols, Vivonne entre triomphalement dans le port de Messine avec ses galères, où il est reçu avec de grands honneurs en février 1675.
Les villes placées sous la juridiction politico-territoriale de Messine ont réagi de manière ambiguë et discordante à la nouvelle situation politique qui s'était présentée ; elles gardaient en mémoire les événements qui s'étaient produits pendant les soulèvements d'indépendance de 1646-1647, lorsque Messine (alors pro-espagnole et anti-Palerme) s'était rangée contre elles, et en faveur de la couronne espagnole. Milazzo resta fidèle aux Espagnols qui en firent (avec Reggio de Calabre) l'une des places fortes de la reconquête. Forza d'Agrò s'est rangé du côté des rebelles de Messine et des Français après être tombé entre les mains du Français Don Giacomo de Hox. Taormine resta fidèle à l'Espagne, mais fut conquise le 10 septembre 1676 par les Français.
Lionardo Vigo Calanna (it), dans ses Nouvelles historiques de la ville d'Aci-Reale (1836), raconte : 

« Les armées de Vivonne occupaient Taormine et Mascali, et menaçaient Aci. Les fougueux habitants d'Aci, réunis en troupes régulières, empêchèrent l'assaut ennemi et s'envolèrent à la rencontre des Français. Alessandro Grasso, baron della Brivera, commandait ces milices volontaires : expert et courageux, il mena ses troupes à l'affrontement avec les étrangers entre Aci et Mascali et, après d'âpres combats, les vainquit. Une fois le détachement terrestre dispersé, il trouva un moyen de se prémunir contre l'assaut de la flotte française qui revenait du siège d'Augusta et se dirigeait vers Capo Mulino. Lorsque les soldats français débarquèrent, ils furent accueillis par une pluie de projectiles tirée par les canons des Acitains : les assaillants et les défenseurs tenaient bon et causaient des pertes dans les deux camps, mais les étrangers comptaient plus de pertes que les Acitains, qui montrèrent, dans leurs actions et dans leurs cœurs, qu'ils étaient siciliens et dignes des insurgés de 1282 ! Ainsi, les Français furent repoussés. Devant ces témoignages d'amour pour la couronne espagnole, le monarque catholique décida d'honorer la ville d'Acireale du surnom glorieux d'amplissima. »

Fiumedinisi et Alì firent de même que Taormine, mais furent attaqués et mis à feu et à sang par Messine et les Français en représailles. Scaletta, fief des princes Ruffo, fidèles alliés des Espagnols, fut assiégé et conquis par les Français peu après la chute de Taormine.
Enfin, Savoca qui resta d'abord fidèle à la monarchie espagnole, mais ensuite, craignant d'être conquis et soumis à l'assaut violent des Français et des Messinois, se rendit au duc de Vivonne, négociant avec les Français une capitulation avantageuse qui l'éleva comme la ville principale de la Comarca de Taormina, qui s'étendait sur le territoire compris entre Capo Ali et le fleuve Alcantara. La capitulation eut lieu le 3 novembre 1676.
Le Sénat messinois a prêté allégeance au roi de France Louis XIV. Après cet épisode, la lutte entre Messine, aidée par les Français et l'Espagne a duré longtemps à la fois par mer et par terre jusqu'en 1678. La situation économique de Messine sous les Français ne s'est pas améliorée, au contraire, les occupants français se sont livrés aux pires abus contre Messine et ses habitants. Nombreuses étaient les brimades perpétrées par les Français contre la population locale et par conséquent, nombreux étaient les meurtres d'officiers français. Au cours de 1677 et 1678, Messine revint s'enflammer de révoltes, mais cette fois anti-françaises.

## Le retrait français et le retour des Espagnols
En 1678, à l'insu de Messine, les rois de France et d'Espagne signèrent le traité de Nimègue, qui mit fin à la guerre de Hollande et aussi à la révolution. En avril 1678, les troupes françaises se retirent de Messine sous les ordres du duc de Lafeuillade. 
Messine n'a pas pu résister à l'onde de choc des forces espagnoles et la vengeance cruelle et la haine des troupes ont frappé la ville du détroit. La ville a été déclarée "morte civilement", tous les privilèges ont été perdus, le Sénat messinois a été aboli ; la Monnaie a été transférée à Palerme, le palais sénatorial a été démoli et le sol où il se trouvait a été saupoudré de sel. L'université de la ville, fondée en 1548, a également été supprimée, les archives ont été dépouillées et transférées à Palerme ; la Citadelle a été construite sur la zone ainsi rasée. Les instigateurs de la révolte furent persécutés ou mis à mort, beaucoup s'enfuirent sans rentrer dans la ville ; leurs propriétés à Messine et dans sa province furent confisquées et attribuées à ceux qui étaient restés fidèles aux Espagnols.  
Les villes restées fidèles à l'Espagne ont été récompensées par des honneurs et des privilèges ; Fiumedinisi devint le siège d'une zecca et reçut en cadeau une relique sacrée ancienne et très précieuse : un cheveu de la Madone, présente à Messine depuis l'an 42 et qui était jalousement gardé dans la cathédrale de la ville. La ville devient une terre de conquête facile pour les Espagnols. Enfin, le roi Charles II de Habsbourg fait ériger une statue à son effigie sur le site du palais sénatorial.
Le strategoto a été remplacé par un gouvernorat militaire, qui est resté en vigueur jusqu'en 1812. La ville est entrée dans un état de déclin sans précédent qui a duré longtemps. Pour aggraver la crise intervinrent la peste de 1743, qui décima la population de la ville, et le tremblement de terre de 1783, qui sema la mort et la destruction.